# Källgården

Källgården (även Källstugan) var en servering belägen mellan Södertäljevägen och Vårby källa i Huddinge kommun. Byggnaden hörde ursprungligen till godset Vårby gård. Stugan fick sitt namn efter Vårby källa, som ligger inte långt därifrån. Källgården revs 1975. "Källgården" är även namnet av ett kvarter i trakten Vårby gård.

## Historik
Källstugan finns upptagen i husförhörslängderna under Vårby gård sedan 1751. Då bodde här Mats Jansson och hans hustru Stina Nilsdotter. Det är osäkert om den ursprungliga Källstugan var torp eller backstuga. Fram till år 1800 bodde här en ensam inhysing. Stugan rustades sedan upp, osäkert när, och användes som arbetarbostad. Enligt huddingeförfattaren och konstnären Olle Magnusson var dock Källstuga och Källgården inte samma byggnad.

## Servering och personalbostad
Källgården användes från 1926 som en liten servering intill dåvarande Riksväg 1 (Södertäljevägen). Stället köptes under 1930-talet av dragspelaren Ragnar "Raggie" Sundquist, som själv bodde i intilliggande Lilla Vårby Källa.
År 1950 såldes Källgården till Konsumtionsföreningen Stockholm som tidigare hade förvärvat den närbelägna mineralvattenfabriken Wårby Hälsobrunn (senare Wårby Bryggerier). Därefter ombyggdes Källgården till bostäder för mineralvattenfabrikens personal. Källgården revs år  1975. Som orsak angavs att bryggeriet där planerade att bygga nya lokaler.